# Blauwe vuurvlinder
De blauwe vuurvlinder (Lycaena helle) is een vlinder uit de familie van de kleine pages, vuurvlinders en blauwtjes (Lycaenidae). Hij is zeer herkenbaar aan de violette glans over zijn vleugels.
De blauwe vuurvlinder komt voor van de Pyreneeën tot Noord-Noorwegen en van België (voornamelijk de Ardennen) tot diep in Azië. Hij komt voor in moerassige natte graslanden langs beken en meren en vliegt van 100 tot 1800 meter in berggebieden. Waardplant is de duizendknoop. De vliegtijd is van mei tot en met juli.

## Synoniemen
- Papilio amphidamas Esper, 1781

## Ondersoorten
- Lycaena helle helle
- Lycaena helle phintonis (Fruhstorfer, 1910)
- Lycaena helle schurovi Gorbunov, 2001